# Delano Peak
Der Delano Peak ist mit 3711 m der höchste Berg der Tushar Mountains in Utah. Die Tushar Mountains sind das dritthöchste Gebirge von Utah, nach den Uinta Mountains und den La Sal Mountains. Trotzdem ist der Delano Peak nur der 32-höchste Berg Utahs.
Der Berg liegt im Fishlake National Forest, in Beaver und Piute County. Der Berg wurde nach Columbus Delano, der dem Kabinett von US-Präsident Ulysses S. Grant als Innenminister angehörte, benannt.